# Cavallino
Cavallino é uma comuna italiana da região da Puglia, província de Lecce, com cerca de 10.930 habitantes. Estende-se por uma área de 22 km², tendo uma densidade populacional de 497 hab/km². Faz fronteira com Caprarica di Lecce, Lecce, Lizzanello, San Cesario di Lecce, San Donato di Lecce.

## Demografia
| Variação demográfica do município entre 1861 e 2011                               |
|                                                                                   |
| Fonte: Istituto Nazionale di Statistica (ISTAT) - Elaboração gráfica da Wikipedia |